# Sergó Ordzhonikidze
Grigori Konstantínovich Ordzhonikidze (en georgiano: გრიგოლ (სერგო) ორჯონიკიძე, Grigol (Sergó) Ordzhonikidze; en ruso: Григорий Константинович Орджоникидзе), más conocido como Sergó Ordzhonikidze (12 de octubrejul./ 24 de octubre de 1886greg.-18 de febrero de 1937), fue un político soviético, miembro del Politburó y amigo cercano de Iósif Stalin. Ordzhonikidze, Stalin y Anastás Mikoyán eran el grupo conocido burlescamente como "la camarilla georgiana", aunque Mikoyán, si bien caucásico también, era de etnia armenia al igual que Stepán Shaumián, conocido como "El Lenin del Cáucaso". De hecho, las figuras más destacadas de los bolcheviques georgianos eran Stalin (Iósif Dzhugashvili) y Ordzhonikidze.

## Inicios
Nacido en el pueblo de Goresha (hoy parte del municipio de Jaragauli), gobernación de Kutaisi, en Georgia occidental, Ordzhonikidze se involucró desde joven, en 1903, en movimientos políticos radicales. Inició sus estudios en el Colegio Médico de Jaragaúli, continuándolos en la Escuela Médica del Hospital de Tiflis. Luego de graduarse como médico fue arrestado por tráfico de armas. Luego de ser liberado, viajó a Alemania, pero en 1907 regresó a Rusia estableciéndose en Bakú, donde trabajó junto a Stalin y otros de sus camaradas. Vivió en Irán entre 1909-1910, participando en la Revolución constitucional persa en una comisión asignada por los bolcheviques, y permaneció en Teherán hasta 1909.

## Activismo en Rusia
Tras su regreso a Rusia en 1907, fue arrestado por pertenecer al Partido Obrero Socialdemócrata de Rusia, siendo deportado a Siberia, logrando escapar dos años más tarde. En 1911, estudia en la Escuela del Partido Bolchevique que Lenin estableció en las cercanías de París, y ayudó en la organización de la 6.ª Conferencia del partido en Praga en 1912, donde es elegido miembro de su Comité Central. Regresó junto a Stalin a San Petersburgo en abril de 1912, pero fue nuevamente arrestado y condenado a 3 años de trabajos forzados, y desterrado de por vida en Yakutsk (Siberia).  
Toma parte activa en la Revolución de Octubre de 1917, y siendo nombrado Comisario del pueblo de Emergencias para Ucrania en diciembre de 1917, y para la Región Sur en abril de 1918. Tomó parte en los combates en el Cáucaso, donde posteriormente colaboró a instaurar el poder soviético en la República Democrática de Azerbaiyán, República Democrática de Armenia y República Democrática de Georgia, estableciéndose allí las RSS de Azerbaiyán, RSS de Armenia y RSS de Georgia, respectivamente. Así mismo dirigió la fusión de estas repúblicas soviéticas en la República Socialista Federativa Soviética de Transcaucasia, una de las fundadoras de la Unión Soviética. 
Durante la guerra civil rusa entre 1918-1921, sirve en el Ejército Rojo, y organiza la defensa de Tsaritsyn. Se convierte en miembro del Comité Ejecutivo Central de la República del Don, y del jefe del Sóviet Militar del Norte del Cáucaso de 1918, miembro del Sóviet Militar del 12.º Ejército Rojo (en el frente occidental) y del 14.º Ejército Rojo (frente sur) en 1919. En el desempeño de sus funciones, se derrotó el ejército de Denikin, y se tomó Oriol, el Dombás, Járkov, entre otros territorios.

## Ocaso

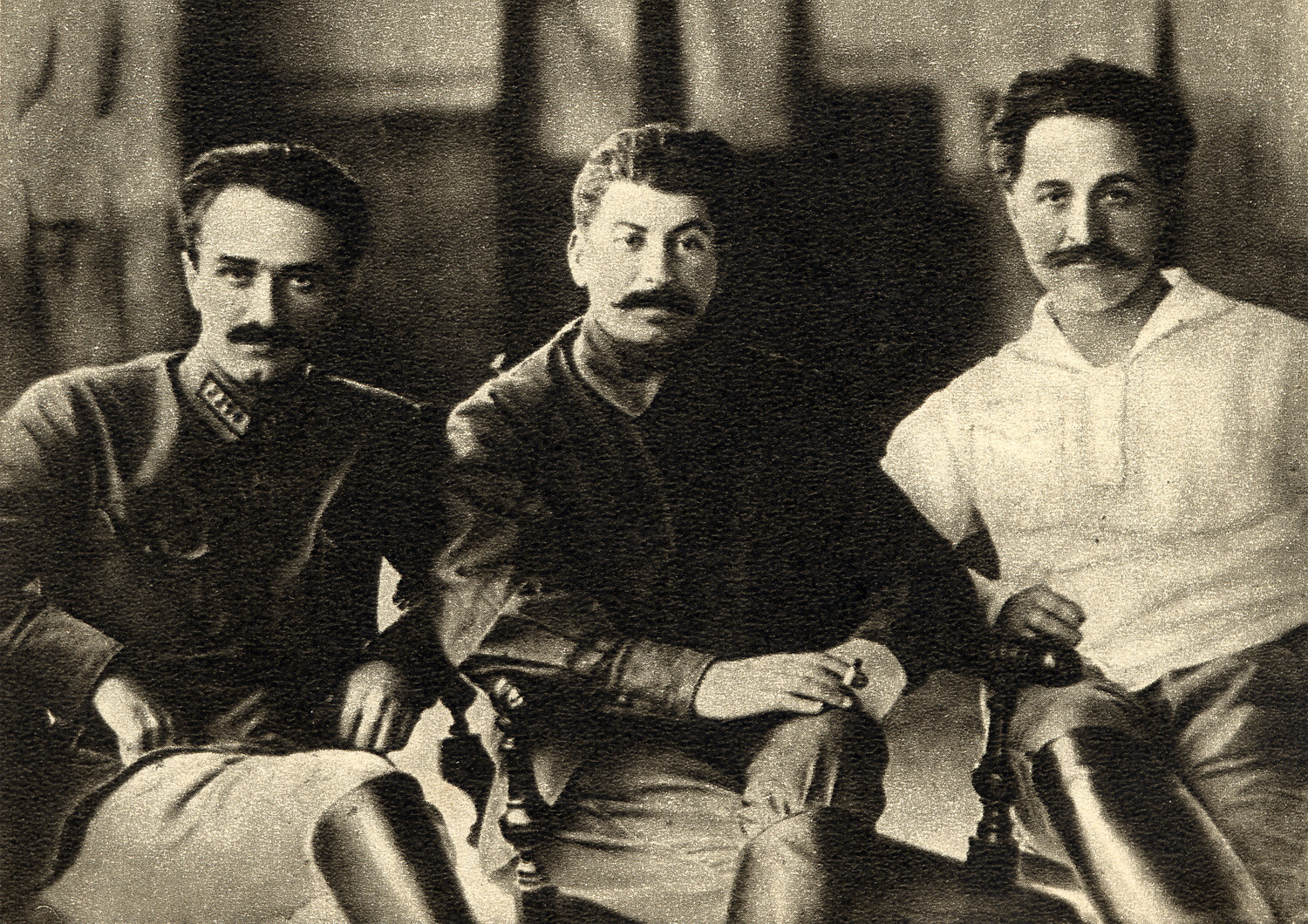
Mikoyán, Stalin y Ordzhonikidze (de izda. a dcha.). Tiflis. 1925

Ordzhonikidze fue nombrado miembro del Politburó en 1926, pero hacia 1936 Stalin comenzó a cuestionar su lealtad, especialmente cuando descubrió que Sergó estaba utilizando su influencia para proteger a ciertos personajes bajo investigación del NKVD. Simultáneamente, se difundían rumores de que Ordzhonikidze planeaba denunciar a Stalin en su discurso para el Pleno de abril de 1937, pero fue encontrado muerto antes de que pudiera pronunciar su discurso. Su muerte fue catalogada como suicidio.
De acuerdo con las memorias de Jruschov, Ordzhonikidze había confesado a su amigo Mikoyán la noche anterior a su suicidio, que ya no podía soportar más lo que estaba ocurriendo en el partido, específicamente el asesinato arbitrario de sus miembros.
Sus restos están sepultados en la Necrópolis de la Muralla del Kremlin de Moscú.